# Живий труп (фільм, 1987)
«Живий труп» — радянський фільм-спектакль за однойменною п'єсою Л. М. Толстого. Телеверсія поставлена режисерами Борисом Щедріним і Надією Марусаловою на сцені театру імені Моссовеєта у 1987 році.

## Сюжет
Відчуваючи, що навколишнє життя загрузло в багнюці і фальші, Федір Протасов не бажає брати участь «у всій цій капості» і хоче вбити себе, проте у нього не вистачає для цього сміливості. Тому він тікає від свого життя, потрапляє до циган, і вступає в стосунки зі співачкою Машею. Але незабаром він біжить і від цього життя і знову хоче покінчити життя самогубством.

## У ролях
- Леонід Марков —  Федір Васильович Протасов
- Ольга Остроумова —  Єлизавета Андріївна, дружина Протасова
- Георгій Тараторкін —  Віктор Михайлович Каренін
- Ірина Карташова —  Анна Дмитрівна Кареніна, мати Кареніна
- Людмила Дребньова —  Маша, циганка
- Валентина Карєва —  Саша, сестра Єлизавети Андріївни
- Анна Касенкіна —  Анна Павлівна, мати Єлизавети Андріївни і Саші
- Віктор Демент —  батько Маші
- Галина Жданова —  Настасья Іванівна, мати Маші
- Костянтин Михайлов —  Сергій Дмитрович Абрєзков, князь
- Микола Голубенко —  Петро, молодий циган
- Борис Хімічев —  Стахович, приятель Протасова
- Микола Лебедєв —  Афрємов, приятель Протасова
- Олександр Бачуркін —  Коротков, приятель Протасова
- Леонід Євтіфьєв —  Іван Петрович
- Сергій Коковкін —  Пєтушков, художник
- Володимир Гордєєв —  Артем'єв
- Андрій Ніколаєв —  Вознесенський, секретар Кареніна
- Володимир Сулімов —  судовий слідчий
- Євген Данчевський — епізод
- Леонід Фомін —  Мельников
- Анатолій Адоскін —  адвокат
- Олексій Зубов —  доктор
- Олексій Шмаринов —  офіцер у циган
- Олександр Пискарьов —  музикант
- Марія Кнушевицька —  дама в суді
- Ольга Якуніна —  няня
- Маргарита Юдіна —  Дуняша
- Володимир Горюшин —  працівник трактиру
- Василь Щолоков —  кур'єр
- Андрій Цимбал —  дворецький

## Знімальна група
- Режисери-постановники: Борис Щедрін, Надія Марусалова
- Оператор-постановник: Лев Стрельцин
- Художники-постановники: Едуард Кочергін, Лариса Мурашко
- Композитор: Олександр Чаєвський